# 3 décembre
Pour les articles homonymes, voir Trois-Décembre.
3 novembre 3 janvier
Chronologies thématiques
- Croisades
- Ferroviaires
- Sports
- Disney
- Anarchisme
- Catholicisme

Abréviations / Voir aussi
- (° 1852) = né en 1852
- († 1885) = mort en 1885
- a.s. = calendrier julien
- n.s. = calendrier grégorien
- Calendrier
- Calendrier perpétuel
- Liste de calendriers
- Naissances du jour

Le 3 décembre est le 337e jour de l'année du calendrier grégorien, 338e lorsqu'elle est bissextile. Il reste 28 jours avant la fin de l'année.
C'était généralement l'équivalent du 13 frimaire du calendrier républicain français, officiellement dénommé jour du cèdre.

## Événements

### Iersiècleav. J.-C.
- -63, sous la République romaine antique : l'avocat et orateur politique romain Cicéron prononce une troisième catilinaire entre celles de début novembre et une dernière deux jours plus tard le 5 décembre.

### Xesiècle
- 915 : Bérenger Ier de Frioul est couronné empereur du Saint-Empire par le pape Jean X.

### XVesiècle
- 1468 : à Florence, Laurent le Magnifique succède à son père, Pierre le Goutteux, avec son frère Julien[1].

### XVIIIesiècle
- 1775 : l'USS Alfred (en) devient le premier navire à arborer le drapeau de la Grande Union (le précurseur du Stars and Stripes américain) ; le drapeau est hissé par John Paul Jones.
- 1795 : Bataille de Boucéel, pendant la Chouannerie.
- 1799 : bataille de Wiesloch (en), se concluant par la victoire des troupes autrichiennes d'Anton Sztáray, sur les françaises de Claude Jacques Lecourbe.
- 1800 :
  - en battant les Autrichiens à Hohenlinden, Moreau ouvre la route de Vienne ;
  - l'élection présidentielle américaine voit la victoire de Thomas Jefferson, et de son colistier Aaron Burr comme vice-président.

### XIXesiècle
- 1810 : le Royaume-Uni prend l'île Maurice aux Français, dans l'archipel des Mascareignes de l'Océan indien.
- 1818 : l'Illinois devient le 21e État des États-Unis.
- 1829 : Andrew Jackson est élu président des États-Unis par le Congrès par 178 voix, contre 83 à son rival John Quincy Adams.
- 1842 : bombardement de Barcelone, en Catalogne.
- 1854, bataille de l'Eureka Stockade : plus de 20 mineurs d'or, à Ballarat, dans l'État de Victoria, sont tués par des soldats de l'État, lors d'un soulèvement concernant des permis miniers.
- 1887 : Sadi Carnot est élu président de la République française.

### XXesiècle
- 1912 : signature d'un armistice entre la Turquie, la Bulgarie, la Serbie et le Monténégro, pendant la première Guerre balkanique.
- 1914 : début de la bataille de Qurna (en) (autre front de la première guerre mondiale).
- 1932 : Kurt von Schleicher est élu chancelier du Reich, sous la Ire république allemande (de Weimar).
- 1944 : début des événements du Dekemvrianá, en Grèce.
- 1952 : les procès de Prague s'achèvent par la pendaison de 11 des 14 prévenus, et la dispersion de leurs cendres.
- 1953 :
  - résolutions no 102, du Conseil de sécurité des Nations unies, et 103, du même Conseil, sur la Cour internationale de justice.
  - signature du traité de défense mutuelle sino-américain à Washington, par les États-Unis et Taïwan.
- 1971 : début de la troisième guerre indo-pakistanaise.
- 1973 : en France début du scandale dit de l'« affaire des plombiers » ou water-gaffe à la suite de l'installation illicite par deux plombiers en fait agents de la Direction de la surveillance du territoire (DST) (surpris nuitamment par un dessinateur) de micros mouchards dans les nouveaux murs de l'hebdomadaire satirique Le Canard enchaîné pour tenter d'identifier des informateurs du périodique[2].
- 1976 : Patrick Hillery est élu président de l'Irlande (et sera réélu sept ans plus tard jour pour jour).
- 1979 : Rouhollah Khomeini devient le Guide suprême de la révolution iranienne, après une révolution ayant renversé le régime dictatorial du Shah d'Iran pro-occidental, et une prise d'otages américains dans l'ambassade même de ces derniers à Téhéran.
- 1989 :
  - démission du Politburo et du comité central du SED (Parti communiste est-allemand) ;
  - lors d’une réunion au large des côtes de Malte, le président américain George H. W. Bush et le dirigeant soviétique russe Mikhaïl Gorbatchev publient une déclaration commune faisant état de la fin prochaine de la guerre froide, entre l’OTAN et l’Union soviétique[3];
  - élections régionales au Venezuela (es).
- 1990 : le Carapintada Mohamed Alí Seineldín tente un soulèvement militaire contre le gouvernement de Carlos Menem, lequel réprime la conspiration puis condamnera à perpétuité le soldat.
- 1992 : résolution no 794, du Conseil de sécurité des Nations unies, sur la Somalie.
- 1994 : Taïwan organise ses premières élections locales. James Soong est élu gouverneur, Chen Shui-bian élu maire de Taipei, et Wu Den-yih maire de Kaohsiung[4].
- 1997 : ouverture à la signature, à Ottawa au Canada, de la convention sur l'interdiction de l'emploi, du stockage, de la production et du transfert des mines antipersonnel, et sur leur destruction (les États-Unis, la Chine et la Russie ne signent pas ce traité) ; elle entrera en vigueur le 1er mars 1999.

### XXIesiècle
- 2001 : le gouvernement argentin bloque les comptes, pour tenter de stopper sa crise économique et sociale (Corralito).
- 2004 : la Cour suprême ukrainienne invalide le second tour de l'élection présidentielle du 21 novembre, et ordonne la tenue d'un nouveau second tour au plus tard le 26 décembre.
- 2006 :
  - élection présidentielle vénézuélienne de 2006, qui voit la réélection d'Hugo Chávez ;
  - coup d'État aux îles Fidji.
- 2007 : Kevin Rudd est élu Premier ministre d'Australie.
- 2017 : élections judiciaires boliviennes (es).

- 2023 : le Venezuela organise un référendum au sujet de sa revendication sur la région de la  Guayana Esequiba (carte), qui couvre sept dixièmes du Guyana voisin.
- 2024 : en Corée du Sud, le président, Yoon Suk-yeol, instaure la loi martiale, annulée trois heures plus tard par le parlement[5].

## Arts, culture et religion
- 741 : élection du pape Zacharie.
- 1740 : le pape Benoît XIV, la première année de son pontificat, publie la première lettre encyclique officielle de l'Histoire. Elle porte le titre d'Ubi Primum, et s'adresse aux évêques du monde entier, sur le thème du ministère de l'évêque.
- 1749 : le pape Benoît XIV publie l'encyclique Inter præteritos, sur les controverses, et les moyens d'atteindre le jubilé.
- 1880 : le pape Léon XIII publie l'encyclique Sancta Dei civitas, relative à la propagation de la foi (de Mlle Marie-Pauline Jaricot), à la Sainte-Enfance et à l'œuvre des Écoles d'Orient.
- 1930 : à Paris, la Ligue des patriotes et la Ligue anti-juive saccagent le Studio 28, qui projette le film L'Âge d'or, de Luis Buñuel et co-écrit par Salvador Dalí[6].
- 1947 : première d'Un tramway nommé Désir, de Tennessee Williams.
- 1951 : Julien Gracq refuse le prix Goncourt[7].
- 1965 : Rubber Soul, disque musical des Beatles, sort au Royaume-Uni.
- 1984 : première publication du manga Dragon Ball, dans le Weekly Shōnen Jump.
- 1985 : le Vieux-Québec est inscrit sur la liste du patrimoine mondial de l'UNESCO[8].
- 1997 : sortie d'un remake du "Bossu" de Hunebelle par Philippe de Broca autre spécialiste de cape et d'épée, d'après Paul Féval, avec Daniel Auteuil succédant à Jean Marais en Lagardère face à Fabrice Luchini en félon, Philippe Noiret reprenant le rôle de Philippe d'Orléans, le Suisse Vincent Pérez et la jeune première belge Marie Gillain[9].
- 2011 : concours Eurovision de la chanson junior.

## Sciences et techniques
- 1873 : lancement du cuirassier Richelieu.
- 1904 : la lune jovienne (satellite naturel de Jupiter) Himalia est découverte par l'astronome Charles Dillon Perrine, à l'observatoire de Lick, en Californie.
- 1910 : Georges Claude présente sa lampe à néon[10].
- 1965 : lancement de la sonde Luna 8.
- 1967 : première transplantation cardiaque humaine, par le chirurgien Christiaan Barnard, en Afrique du Sud.
- 1973 : premier vol autour de Jupiter, par la sonde Pioneer 10.
- 1992 : envoi du premier SMS commercial, avec les mots "Joyeux Noël".
- 1999 : après trois minutes de perte de contact par les ingénieurs de la NASA, la sonde Mars Polar Lander s'écrase sur la planète rouge.
- 2003 : premier vol du Honda HA-420 HondaJet.
- 2005 : XCOR Aerospace effectue la première livraison de courrier par avion-fusée, dans le comté de Kern, en Californie.
- 2014 : l'agence spatiale japonaise JAXA lance la sonde spatiale Hayabusa 2, depuis son Centre spatial de Tanegashima, dans le cadre d'une mission aller-retour de six ans vers un astéroïde, afin de collecter des échantillons de roches.
- 2024 : le petit astéroïde 2024 XA1 se désintègre au-dessus de la Sibérie et devient ainsi le onzième détecté et suivi dans l'espace avant sa chute sur Terre et le quatrième en 2024[11].

## Économie et société
- 1834 : le Zollverein établit le premier recensement du peuple allemand (en).
- 1919 : le pont de Québec est ouvert à la circulation ferroviaire.
- 1944 :  la Home Guard cesse ses activités.
- 1956 : Guy Desnoyers tue sa maîtresse, l'éventre pour en extraire le fœtus et le baptiser.
- 1959 : adoption du drapeau de Singapour.
- 1964 : entre 1 500 et 4 000 étudiants prennent le contrôle du campus de l'université de Berkeley, pendant le Free Speech Movement ; près de 800 d'entre eux seront arrêtés le jour même par les forces de police.
- 1970 : à Montréal (Québec), le commissaire britannique au Commerce, James Cross, est libéré par des terroristes du Front de libération du Québec, après avoir été retenu en otage pendant 60 jours. La police négocie sa libération et, en retour, le gouvernement canadien garantit un passage sécurisé pour Cuba à cinq terroristes de la "Cellula Chenier" du FLQ.
- 1984, catastrophe de Bhopal : une fuite d'isocyanate de méthyle, à l'usine de pesticides Union Carbide, à Bhopal, en Inde, cause plus de 3 800 morts, et plus de 358 000 blessés.
- 1992 : le pétrolier grec Aegean Sea, transportant 80 000 tonnes de pétrole brut, s'échoue, lors d'une tempête, alors qu'il s'approche de La Corogne (Espagne), en déversant dans l'océan une grande partie de sa cargaison.
- 1994 : la PlayStation sort au Japon.
- 1996 : attentat du RER B à Port-Royal, à Paris.
- 2002 : Shanghai est désignée pour organiser l'Exposition universelle de 2010.
- 2007 :
  - les tempêtes hivernales provoquent l'inondation de la rivière Chehalis (en), dans de nombreuses villes du comté de Lewis, dans l'État américain de Washington, ainsi que la fermeture d'une portion de 20 miles de l'Interstate 5 (en), pendant plusieurs jours. Au moins huit morts et des milliards de dollars de dommages sont imputés à ces inondations.
  - Daniele Emanuello, chef de la mafia Cosa nostra, est tué dans une rixe avec les forces de l'ordre.
- 2009 : un attentat-suicide, dans un hôtel de Mogadiscio, en Somalie, tue 25 personnes, dont trois ministres du Gouvernement fédéral de transition.
- 2012 : au moins 475 personnes sont tuées, lors du passage aux Philippines du typhon Bopha.
- 2023 : une frappe de drone sur Tudun Biri tue par erreur au moins 88 civils dans l'État de Kaduna au Nigeria[12].

## Naissances

### XIVesiècle
- 1368 : Charles VI, roi de France de 1380 à 1422 († 21 octobre 1422).

### XVIesiècle
- 1560 : Jean Gruter, philosophe flamand († 20 septembre 1627).
- 1596 : Niccolò Amati, facteur de violons italien († 12 avril 1684).

### XVIIesiècle
- 1638 : Jean Donneau de Visé, homme de lettres français († 8 juillet 1710).
- 1684 : Ludvig Holberg, écrivain danois d'origine norvégienne († 28 janvier 1754).

### XVIIIesiècle
- 1729 : Antonio Soler, musicien et compositeur espagnol († 20 décembre 1783).
- 1755 : Gilbert Stuart, peintre américain († 9 juillet 1828).
- 1795 : Rowland Hill, homme politique britannique, à l'origine de l'histoire postale († 27 août 1879).
- 1797 : Andrew Smith, médecin-militaire et zoologiste britannique († 11 août 1872).

### XIXesiècle
- 1826 : George McClellan, militaire américain († 29 octobre 1885).
- 1840 : Jules Claretie (Arsène Arnaud Clarétie dit), homme de lettres, administrateur général de la Comédie-Française et académicien français († 23 décembre 1913).
- 1843 : William Dillon Otter, militaire canadien († 6 mai 1929).
- 1857 : Joseph Conrad (Teodor Józef Konrad Korzeniowski dit), écrivain britannique d'origine polonaise († 3 août 1924).
- 1883 : Anton Webern, compositeur autrichien († 15 septembre 1945).
- 1884 : Rajendra Prasad ( राजेन्द्र प्रसाद), juriste et homme politique indien, premier président de l'Inde de 1950 à 1962 († 28 février 1963).
- 1886 : Manne Siegbahn, physicien suédois, prix Nobel de physique en 1924 († 26 septembre 1978).
- 1893 : Edmond Decottignies, haltérophile français champion olympique († 3 juin 1963).
- 1895 : Anna Freud, fille de Sigmund Freud, psychanalyste britannique d'origine autrichienne († 9 octobre 1982).
- 1899 : 
  - Ramadevi Choudhury, indépendantiste et pédagogue indienne († 22 juillet 1985).
  - Hayato Ikeda (池田 勇人), économiste et homme politique japonais, Premier ministre du Japon de 1960 à 1964 († 13 août 1965).
- 1900 :
  - Ulrich Inderbinen, guide de montagne suisse († 14 juin 2004).
  - Richard Kuhn, biochimiste autrichien, prix Nobel de chimie en 1938 († 1er août 1967).

### XXesiècle
- 1901 : Glenn Hartranft, athlète américain († 12 août 1970).
- 1902 : 
  - Mitsuo Fuchida (淵田 美津雄), aviateur militaire japonais († 30 mai 1976).
  - Goldia O'Haver, infirmière américaine († 30 avril 1997).
- 1903 : Daniel Lagache, psychiatre et psychanalyste français († 3 décembre 1972).
- 1904 : Edgar Moon, joueur de tennis australien († 26 mai 1976).
- 1905 : Denise Cerneau, résistante française († 27 juin 1993).
- 1906 : Marc-Armand Lallier, religieux français († 11 janvier 1988).
- 1907 : Jan Grudziński, militaire polonais († entre 23 mai et 11 juin 1940).
- 1908 : 
  - Nigel Balchin, écrivain et scénariste anglais († 17 mai 1970).
  - Victor Pasmore, artiste et architecte britannique († 23 janvier 1998).
- 1909 : Arne Berg, coureur cycliste suédois († 15 février 1997).
- 1910 : Pierre Rouelle, homme politique belge et militant wallon († 19 février 2002).
- 1911 : Giovanni « Nino » Rota, compositeur italien († 10 avril 1979).
- 1912 : Claude Rostand, musicologue, musicographe et critique musical français († 9 octobre 1970).
- 1913 : Omer Vanaudenhove, homme politique flamand belge († 26 novembre 1994).
- 1914 :
  - Irving Fine, compositeur américain († 23 août 1962).
  - Philipp Schenk, joueur professionnel allemand de hockey sur glace (a priori †, à partir de 1950).
- 1915 : Ernst van den Berg, joueur de hockey sur gazon néerlandais († 19 août 1989).
- 1916 : 
  - Raymond Loyer, acteur et doublure vocale français(e), souvent de John Wayne († 3 septembre 2004).
  - Roger Le Nizerhy, coureur cycliste sur piste français champion olympique († 28 janvier 1999).
- 1920 : 
  - Cho Chi-hun (조지훈), poète et critique coréen († 17 mai 1968).
  - Eduardo Francisco Pironio, cardinal argentin de la curie romaine († 5 février 1998).
- 1922 :
  - Muriel Millard, chanteuse, danseuse, auteure et peintre québécoise († 30 novembre 2014).
  - Sven Nykvist, réalisateur suédois († 20 septembre 2006).
- 1923 : Paul Shan Kuo Hsi (單國璽), cardinal chinois, archevêque émérite de Kaohsiung († 22 août 2012).
- 1924 : John Backus, informaticien américain († 17 mars 2007).
- 1925 :
  - Kim Dae-jung (김대중), homme politique sud-coréen, président de la Corée du Sud de 1998 à 2003, prix Nobel de la paix en 2000 († 18 août 2009).
  - Ferlin Husky, chanteur américain de musique country († 17 mars 2011).
- 1927 : Andy Williams, chanteur américain († 25 septembre 2012).
- 1930 :
  - Frédéric Etsou Nzabi Bamungwabi, cardinal congolais († 6 janvier 2007).
  - Jean-Luc Godard, réalisateur français et suisse de cinéma († 13 septembre 2022).
- 1931 : Jaye P. Morgan (Mary Margaret Morgan dite), chanteuse et actrice américaine.
- 1932 : Ralph Joseph « Jody » Reynolds, chanteur, guitariste et compositeur américain († 7 novembre 2008).
- 1933 :
  - Nicolas Coster, acteur britannique.
  - Paul Josef Crutzen, chimiste néerlandais, prix Nobel de chimie en 1995 († 28 janvier 2021).
- 1934 : Viktor Gorbatko (Виктор Васильевич Горбатко), cosmonaute soviétique († 17 mai 2017).
- 1937 : Nicolas Genka, écrivain franco-allemand († 12 janvier 2009).
- 1938 : Jean-Claude Malépart, homme politique québécois († 16 novembre 1989).
- 1942 :
  - Mike Gibson, joueur de rugby irlandais du World Rugby Hall of Fame.
  - Edmond Hervé, universitaire et homme politique français et breton, maire de Rennes, parlementaire, ministre de la Santé.
- 1946 : Joop Zoetemelk, coureur cycliste néerlandais vainqueur d'un Tour de France et d'une Vuelta d'España etc.
- 1947 : Christophe Dufour, évêque catholique français, archevêque d'Aix et Arles depuis 2010.
- 1948 :
  - Diane Kurys, réalisatrice, productrice, actrice et scénariste française.
  - John Michael « Ozzy » Osbourne, chanteur britannique.
- 1949 : John Akii-Bua, athlète ougandais († 20 juin 1997).
- 1950 : 
  - Alberto Juantorena, athlète cubain champion olympique sur 400 et 800 mètres.
  - John Michael « Mickey » Thomas, chanteur américain du grupe Jefferson Starship.
- 1951 : Jean-Pierre Lachaux, dessinateur et peintre français.
- 1953 : Robert Guédiguian, acteur et réalisateur français et marseillais.
- 1954 : Ugo Riccarelli, écrivain et poète italien († 21 juillet 2013).
- 1955 : 
  - Brigitte Cuypers, joueuse de tennis professionnelle sud-africaine.
  - Mary Anne Tauskey, cavalière américaine championne olympique.
- 1958 : Otto Becker, cavalier allemand champion olympique.
- 1959 : Éric Hoziel, acteur québécois.
- 1960 :
  - Daryl Hannah, actrice américaine.
  - Igor Larionov (Игорь Николаевич Ларионов), hockeyeur professionnel russe.
  - Julianne Moore (Julie Anne Smith dite), actrice américaine.
  - Michael Allen « Mike » Ramsey, hockeyeur sur glace américain.
  - Steven Swanson, astronaute américain.
- 1961 : Jacques Chevalier, humoriste québécois.
- 1963 : Steve Hegg, coureur cycliste américain champion olympique.
- 1965 : Katarina Witt, patineuse allemande.
- 1968 : Brendan Fraser, acteur américain.
- 1970 :
  - Lindsey Hunter, basketteur américain double champion en NBA.
  - Christian Karembeu, footballeur français kanak.
  - Olena Pintchouk (Олена Леонідівна Пінчýк), philanthrope ukrainienne.
- 1972 : Sébastien Roch, comédien français.
- 1973 : Holly Marie Combs, actrice américaine.
- 1974 : 
  - Marie Drucker, journaliste et animatrice de télévision française.
  - Farnaz Ghazizadeh, journaliste et animatrice de télévision iranienne.
- 1976 : 
  - Byron Kelleher, joueur de rugby néo-zélandais.
  - Joanna Hayes, athlète américaine, championne olympique du 100 mètres haies.
- 1977 : Jean-Christophe Bette, rameur français, champion olympique d'aviron.
- 1981 :
  - Marion Creusvaux, actrice française.
  - Geoffroy Krantz, handballeur français.
  - David Villa, footballeur espagnol.
- 1985 :
  - László Cseh, nageur hongrois.
  - Brian Roberts, basketteur américain.
  - Amanda Seyfried, actrice américaine.
- 1990 : Christian Benteke, footballeur belge.
- 1991 : Simon Desthieux, biathlète français.
- 1992 : Rabah Nait Oufella, acteur franco-algérien.
- 1993 : François Alu, danseur français.
- 1994 :
  - Jake Torenzo Austin, acteur américain.
  - Vaimalama Chaves, miss France 2019.
  - Lil Baby, rappeur américain.
- 1995 :
  - Angèle (Angèle Van Laeken dite), chanteuse belge.
  - Anna Iriyama (入山 杏奈), chanteuse et actrice japonaise.

### XXIesiècle
- 2005 : Sverre Magnus de Norvège, prince de Norvège.

## Décès

### Xesiècle
- 937 : Siegfried, comte et margrave de Mersebourg (° v. 895).

### XIIesiècle
- 1154 : Anastase IV (Corrado del Suburra dit), 168e pape, en fonction de 1153 à 1154 (° vers 1070/1075).

### XIIIesiècle
- 1266 : Henri III le Blanc, duc de Wrocław (° entre 1227 et 1230).

### XVIesiècle
- 1533 : Vassili III, grand-prince de Moscou et de Vladimir de 1505 à 1533 (° 25 mars 1479).
- 1552 : François Xavier, missionnaire jésuite espagnol (° 7 avril 1506).

### XVIIIesiècle
- 1789 : Claude Joseph Vernet, peintre français (° 14 août 1714).
- 1798 : Marc-Jean Achard-Lavort, prêtre réfractaire français (° 31 mars 1755).

### XIXesiècle
- 1805 : Jean-Marie Mellon Roger Valhubert, général français, des suites de la bataille d'Austerlitz de la veille 2 décembre (° 22 octobre 1764).
- 1815 : John Carroll, premier archevêque catholique des États-Unis (° 8 janvier 1735).
- 1882 : Archibald Campbell Tait, prélat anglais, archevêque de Cantorbéry de 1868 à 1882 (° 21 décembre 1811).
- 1886 : 
  - Vincent Amy, homme politique français (° 17 janvier 1813).
  - François Pittié, général et poète français (° 4 janvier 1829).
- 1888 : Carl Zeiss, fabricant allemand de lunettes optiques (° 11 septembre 1816).
- 1892 : Afanassi Fet (Афана́сий Афана́сьевич Шенши́н), poète russe (° 5 décembre 1820).
- 1894 : Robert Louis Stevenson, écrivain britannique (° 13 novembre 1850).

### XXesiècle
- 1912 : Prudente José de Morais e Barros, avocat et homme politique brésilien, président du Brésil de 1894 à 1898 (° 4 octobre 1841).
- 1917 : Nikolaï Doukhonine (Никола́й Никола́евич Духо́нин), militaire russe, dernier chef d'état-major de l'armée impériale russe (° 13 décembre 1876).
- 1919 : Pierre-Auguste Renoir, peintre impressionniste français (° 25 février 1841).
- 1941 :
  - Pavel Filonov (Павел Николаевич Филонов), peintre russe (° 8 janvier 1883).
  - Christian Sinding, compositeur norvégien (° 11 janvier 1856).
- 1944 : André de Grèce, père de Philip duc d'Édimbourg (° 2 février 1882).
- 1945 : Léon Eyrolles, homme politique et entrepreneur français (° 14 décembre 1861).
- 1949 : Maria Ouspenskaya, actrice américaine d'origine russe (° 29 juillet 1876).
- 1950 : Pavel Bajov, écrivain russe (° 27 janvier 1879).
- 1956 : Alexandre Rodtchenko (Александр Михайлович Родченко), dessinateur puis photographe russe (° 23 novembre 1891).
- 1966 : Pierre Palau, acteur français (° 13 août 1883).
- 1972 :
  - William Manuel « Bill » Johnson, musicien américain (° 10 août 1872).
  - Daniel Lagache, psychiatre et psychanalyste français (° 3 décembre 1903).
- 1973 : Adolfo Ruiz Cortines, homme politique mexicain, président du Mexique de 1952 à 1958 (° 30 décembre 1890).
- 1978 : William Grant Still, compositeur américain (° 11 mai 1895).
- 1979 : 
  - Abdulkerim Alizada, historien azerbaïdjanais (° 11 janvier 1906).
  - Dhyan Chand (ध्यानचंद सिंह), joueur indien de hockey sur gazon (° 29 août 1905).
- 1980 : Oswald Mosley, homme politique britannique (° 16 novembre 1896).
- 1989 : Sourou Migan Apithy, homme politique béninois, président du Bénin de 1964 à 1965 (° 8 avril 1913).
- 1995 :
  - Josep Bartolí i Guiu, artiste et homme politique espagnol d'expression catalane (° 30 juin 1910).
  - Andrée Maillet, romancière et poète québécoise (° 7 juin 1921).
  - Gerard Schaefer, tueur en série américain (° 25 mars 1946).
- 1996 : Georges Duby, historien et académicien français spécialiste du Moyen Âge (° 7 octobre 1919).
- 1998 : Pierre Hétu, pianiste et chef d’orchestre québécois (° 22 avril 1936).
- 1999 :
  - Scatman John (John Paul Larkin dit), chanteur américain (° 13 mars 1942).
  - Madeline Kahn, comédienne américaine (° 29 septembre 1942).
  - Edmond Safra, banquier libanais (° 6 août 1932).
- 2000 : Gwendolyn Brooks, poétesse américaine, prix Pulitzer en 1950 (° 7 juin 1917).

### XXIesiècle
- 2002 : Glenn Quinn, acteur irlandais (° 20 mai 1970).
- 2003 : David Hemmings, acteur britannique (° 18 novembre 1941).
- 2004 :
  - Shiing-Shen Chern (陳省身), mathématicien chinois (° 26 octobre 1911).
  - Robert Dhéry, acteur et réalisateur français (° 27 avril 1921).
  - Herta-Maria Perschy, actrice autrichienne (° 23 septembre 1938).
- 2007 : Dante Isella, philologue et historien de la littérature italien (° 11 novembre 1922).
- 2009 : Richard Todd, acteur britannique (° 11 juin 1919).
- 2010 : Ronald Edward « Ron » Santo, joueur de baseball américain (° 25 février 1940).
- 2014 :
  - Jacques Barrot, homme politique français, ministre, membre du Conseil constitutionnel, Commissaire européen (° 3 février 1937).
  - Ian McLagan, claviériste britannique du groupe Small Faces (° 12 mai 1945).
- 2015 : 
  - Jean-Louis Guillaud, journaliste et homme de télévision français (° 5 mars 1929).
  - Scott Weiland, chanteur, musicien et compositeur américain des groupes Stone Temple Pilots et Velvet Revolver (° 27 octobre 1967).
- 2016 : Rémy Pflimlin, dirigeant d'entreprise français, Président de France Télévision (° 17 février 1954).
- 2017 : Mohamed Mounib, écrivain marocain (° 9 octobre 1934).
- 2018 : Robert Lavoie, acteur québécois (° 7 janvier 1949).
- 2021 : 
  - Güldal Akşit, femme politique turque (° 23 janvier 1960).
  - Man Arai, écrivain, auteur-compositeur, chanteur, photographe et producteur japonais (° 7 mai 1946).
  - Jean Briane, homme politique français (° 20 octobre 1930).
  - Françoise Delord, fondatrice française du ZooParc de Beauval en région Centre (° 30 janvier 1940).
  - Lamine Diack, athlète de sauts, homme politique et dirigeant sportif sénégalais (° 7 juin 1933).
  - Horst Eckel, Nina Ourgant, Alfonso Vallejo, Momčilo Vukotić.
- 2022 : 
  - Svenne Hedlund, chanteur pop suédois (° 1er mars 1945).
  - Aljan Jarmoukhamedov, basketteur soviétique puis ouzbèk (° 2 octobre 1944).
  - Jim Kolbe, homme politique américain (° 28 juin 1942).
  - Anne-Marie Krug-Basse, déportée-résistante française (° 24 mars 1923).
  - Patrick Henri de Rham, biologiste suisse (° 15 avril 1936).
  - Jacqueline Rigaud, résistante française et une Juste parmi les Nations (° 21 juin 1925).
  - Alexandre Zelkine, chanteur de musique folk français (° 14 février 1938).
- 2023 :
  - Germano Bernardini, prélat italien (° 27 septembre 1928).
  - Michel-Henri Carpentier, ingénieur et scientifique français (° 16 janvier 1931).
  - Malin Falkenmark, hydrologue suédoise (° 21 novembre 1925).
  - Léonard Gianadda, journaliste, ingénieur, promoteur immobilier et mécène suisse (° 23 août 1935).
  - Sigurður Helgason, mathématicien islandais (° 30 septembre 1925).
  - Kim Soo-yong, réalisateur sud-coréen (° 23 septembre 1929).
  - Glenys Kinnock, femme politique britannique (° 7 juillet 1944).
  - Yacouba Sawadogo, agriculteur burkinabé (° 4 avril 1946).
  - Idrissa Malo Traoré, footballeur international et entraîneur burkinabè (° 24 décembre 1943).
  - Tai-Luc, chanteur auteur-compositeur et guitariste franco-vietnamien (° 10 août 1958).
- 2024 :
  - Henri Borlant, survivant de la Shoah, médecin, auteur français (° 5 janvier 1927).
  - Denis Brihat, photographe français (° 16 septembre 1928).
  - Ecaterina Oancia, rameuse roumaine (° 25 mars 1954).

## Célébrations
- Nations unies : journée internationale des personnes handicapées[13].
- OPS : día del médico y la médica ou « journée du médecin et de la médecine » en Amérique latine[14].

- Euskadi, Pays basque français, Communauté forale de Navarre (et leurs diasporas ailleurs en Espagne, France, dans l'Union européenne et le monde) : journée internationale de la langue basque[15] (voir San Francisco(-de-)Xavier ci-après originaire de là, d'un château à Javier / Maison-Neuve / E(t)che-ver(r)i/-bar(r)i, d'après la langue euskadienne).
- Uruguay : día nacional del candombe, de la cultura afrouruguaya y de la equidad racial (es), en mémoire d'une action de résistance culturelle contre la dictature en 1978.

### Célébrations religieuses
- Christianisme : mémoire du patriarche Jean III de Jérusalem avec lectures de Héb. 13, 22-25 & de Jn 10, 17-21 dans le lectionnaire de Jérusalem.

### Saints des Églises chrétiennes

#### Saints catholiques et orthodoxes
Saints du jour, :
- Abbon d'Auxerre († 860), abbé et évêque.
- Anthème le Grec (VIIIe siècle IXe siècle), évêque itinérant, apôtre en Poitou, qui accompagna Charlemagne en Espagne.
- Attale († 741) — ou « Attalia », ou « Attala » —, formée par sainte Odile, Abbesse.
- Birin de Dorchester († 649), évêque.
- Cassien de Tanger († 298), martyr.
- Euloque (VIIe siècle), moine.
- Lucius (VIIe siècle), évêque.
- Sophonie (VIIe siècle av. J.-C.), prophète de l'Ancien Testament.
- Théodule (IVe siècle), moine stylite.
- Walfroi (IXe siècle), martyr.

#### Saints ou bienheureux catholiques
Saints du jour :
- Bernard de Toulouse († 1320), bienheureux dominicain français martyr.
- Edouard Coleman († 1678), bienheureux laïc anglais mort martyr.
- François Xavier († 1552), jésuite missionnaire espagnol.
- Galgano Guidotti († 1181), ermite toscan.
- Jan Franciszek Macha († 1942), bienheureux prêtre polonais martyr.
- Jean Népomucène de Tschiderer von Gleifheim († 1860), bienheureux évêque de Trente.
- Lucie († 1420) Tertiaire dominicaine française.
- Władysław Bukowiński († 1974), bienheureux prêtre polonais martyr.

#### Saints orthodoxes
- Angélis de Chio († 1813), médecin à Éphèse, martyr par la main de musulmans, sur l'île de Chio.
- Gabriel de Brousse († 1659), évêque et martyr.
- Georges de Tchernica († 1806), moine.
- Sabas de Zvenigorod († 1407), moine.

## Tradition et superstition

### Astrologie
- Signe du zodiaque : 11e jour du Sagittaire.

## Toponymie
- Les noms de plusieurs voies, places, sites ou édifices de pays ou régions francophones contiennent cette date sous diverses graphies : voir Trois-Décembre .